# She (ort i Indien)
She är en ort i Indien.   Den ligger i unionsterritoriet Ladakh, i den norra delen av landet, 600 km norr om huvudstaden New Delhi. She ligger 3 232 meter över havet och antalet invånare är 2 369.
Terrängen runt She är varierad. She ligger nere i en dal.  Trakten runt She är nära nog obefolkad, med mindre än två invånare per kvadratkilometer. Närmaste större samhälle är Leh, 10,3 km norr om She. Trakten runt She är ofruktbar med lite eller ingen växtlighet.